# Impossible ici
Impossible ici (titre original : It Can't Happen Here) est un roman d'anticipation de Sinclair Lewis, publié en 1935. 

## Résumé
L'œuvre imagine et décrit la montée d'un fascisme aux États-Unis en 1935 et l'instauration d'une dictature. 
L'histoire narre l'élection de Berzelius «Buzz» Windrip ainsi que les dérives fascistes de son régime à travers les yeux d'un journaliste, Doremus Jessup, ainsi que des habitants de Fort-Beulah.

## Création
Le personnage de Adelaide Tarr Gimmitch est basé sur la militante isolationniste américaine Elizabeth Dilling.

## Éditions
Édition originale américaine
- It Can't Happen Here, Doubleday, Doran, 1935

Éditions françaises
- Cela ne peut arriver ici, fragments traduits par Hya (traducteur inconnu par ailleurs), 1936
- Impossible ici, traduction par Raymond Queneau, Paris, Gallimard, 1937, 263 p. (BNF 32382324); réédition sous le même titre : Éditions La Différence, 2016, 377 p.  (ISBN 978-2729122751)

## Adaptation au théâtre
Sinclair Lewis, en collaboration avec John C. Moffitt, écrit une adaptation pour la scène de son roman qui est montée simultanément dans 21 théâtres américains en 1936.

## Postérité
À la suite de la candidature et de l’élection de Donald Trump à la présidence des États-Unis le livre connaît un regain d’intérêt,. Il se classe alors parmi les meilleures ventes et bénéficie de sa première réédition en Angleterre.